# Julia Gräfner

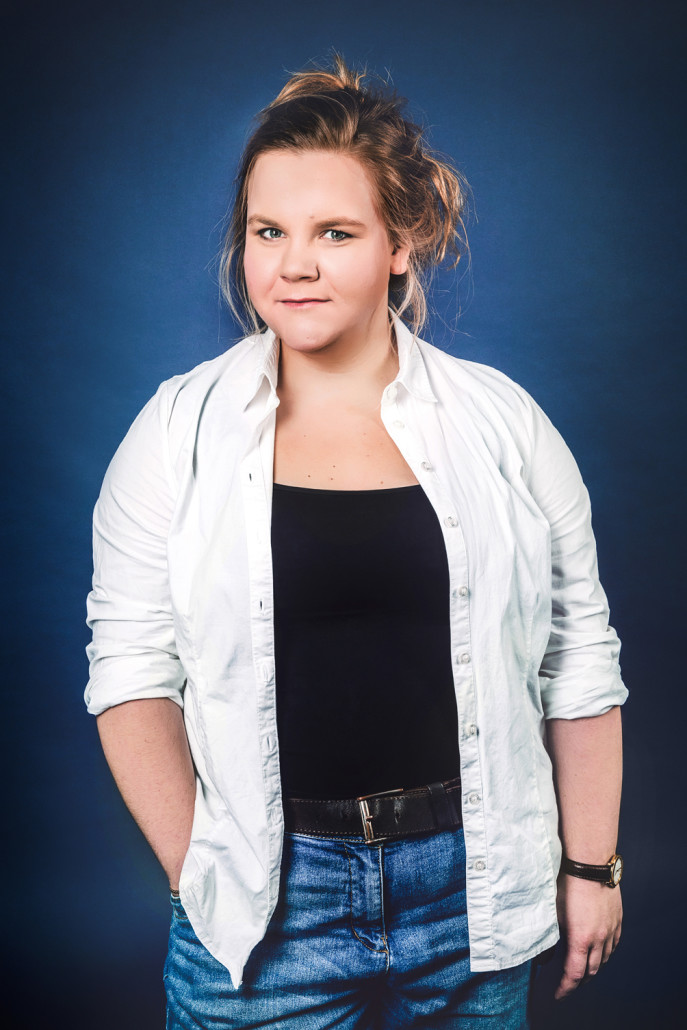
Julia Gräfner (2015)

Julia Gräfner (* 1. November 1989 in Schwerin) ist eine deutsche Schauspielerin.

## Leben
Julia Gräfner legte ihr Abitur 2008 am Goethe-Gymnasium Schwerin ab. Bereits zu Schulzeiten war sie über viele Jahre Mitglied in der Theatergruppe des Goethe-Gymnasiums TaGGS. Das Schultheaterprojekt „hamlet.net“ in dem Gräfner in der Rolle der Gertrude auftrat, wurde 2008 zum Theatertreffen der Jugend nach Berlin eingeladen. Zudem war sie von 2006 bis 2011 festes Mitglied der Lesebühne Schmalz & Marmelade in Schwerin. Von 2009 bis 2015 studierte sie Schauspiel und performative Künste an der Hochschule der Künste Bern, unter anderem bei Gob Squad, Samuel Schwarz und Markus Imboden. Gräfner war Jurorin, Redakteurin und Workshopleiterin von Jugendworkshops des Theatertreffens der Jugend der Berliner Festspiele. Bereits während ihres Studiums war sie als freie Schauspielerin unter anderem am Konzert Theater Bern, Luzerner Theater, Deutschen Nationaltheater Weimar und am Ballhaus Ost Berlin tätig. Seit der Saison 2015/16 ist sie festes Ensemblemitglied am Schauspielhaus Graz.
Für ihre Darstellung des Caliban in William Shakespeares Der Sturm erhielt sie 2016 den Nestroy-Theaterpreis in der Kategorie Bester Nachwuchs.
Im Februar 2021 war Gräfner Teil der Initiative #ActOut im SZ-Magazin, zusammen mit 184 anderen lesbischen, schwulen, bisexuellen, queeren, intergeschlechtlichen und transgender Personen aus dem Bereich der darstellenden Künste.

## Theaterrollen (Auswahl)
- 2008: hamlet.net frei nach Hamlet, Theatertreffen der Jugend Berlin 2008, Ensemblearbeit der Theatergruppe TaGGS unter der Leitung von Anne-Kathrin Holz, Rolle: Gertrude
- 2011: Die Geschichte vom blauen Planeten. Luzerner Theater, Regie: Moritz Sostmann, Rolle: Margret
- 2012: Was ihr wollt. Hochschule der Künste Bern, Regie: Viviane de Muynck, Rolle: Olivia
- 2013: König Lear. Konzert Theater Bern, Regie: Lisa Nielebock, Rolle: Cordelia und Narr
- 2013: Frank der Fünfte. Konzert Theater Bern, Regie: Claudia Meyer, Rolle: Gaston Schmalz und Franziska
- 2013: Der Kaufmann von Venedig. Deutsches Nationaltheater Weimar, Regie: Claudia Meyer, Rolle: Lanzelot Gobbo und Der Doge
- 2014: Volpone. Konzert Theater Bern, Regie: Claudia Bauer
- 2014: ich würde alles für die liebe tun, ich machs aber nicht. Konzerttheater Bern mit weiteren Vorstellungen in Leipzig, Berlin und am Schauspielhaus Graz
- 2015: Picknick auf Golgatha. Konzerttheater Bern, Regie: Claudia Bossard, Rolle: Nuria
- 2015: Merlin. Schauspielhaus Graz, Regie: Jan Christoph Gockel, Rolle: Parzival, Elaine
- 2016: Der Sturm. Schauspielhaus Graz, Regie: Stephan Rottkamp, Rolle: Caliban
- 2016: Struwwelpeter. Schauspielhaus Graz, Regie: Markus Bothe, Rolle: diverse
- 2016: Romeo und Julia. Schauspielhaus Graz, Regie: Lily Sykes, Rolle: Julia
- 2017: Faust :: Mein Brustkorb : Mein Helm von Werner Schwab. (Österreichische Erstaufführung) Schauspielhaus Graz, Rolle: Marthe Schwerdtlein u. a.

## Auszeichnungen
- Nestroy-Theaterpreis 2016 – Bester Nachwuchs weiblich[3]